# Samtgemeinde Liebenau
Samtgemeinde Liebenau er en Samtgemeinde ("fælleskommune" eller amt) nord for Nienburg. mod vest i den centrale del af Landkreis Nienburg/Weser i den tyske delstat Niedersachsen. Administrationen ligger i byen Liebenau.

## Geografi
Samtgemeinde Liebenau ligger mellem Weser (ca. 15 kilometer vest for landkreisens administrationsby Nienburg/Weser) og vestskråningerne af Nienburg-Meppener Gestplatteau. Samtgemeinde Liebenau har et areal på 71,96 km². Med 81 indbyggere pr. km² er Liebenau relativt tyndt beboet.

### Inddeling
I Samtgemeinde Liebenau ligger kommunerne:
- Binnen,
- Liebenau
- Pennigsehl.